# Malthinus armipes
Malthinus armipes es una especie de coleóptero de la familia Cantharidae, género Malthinus.

## Distribución geográfica
Se distribuye por Europa.